# NGC 1161
NGC 1161 è una galassia lenticolare situata nella costellazione di Perseo, a una distanza di circa 83 milioni di anni luce dalla nostra Via Lattea.

## Scoperta
La galassia è stata scoperta il 7 ottobre 1784 dall'astronomo britannico di origine tedesca William Herschel.

## Descrizione
NGC 1161 è stata utilizzata da Gérard de Vaucouleurs come esempio del tipo morfologico SA(r)0+ nel suo atlante di classificazione delle galassie.
NGC 1161 è una galassia attiva del tipo Seyfert 1.9 (Sy 1.9). NGC 1161 è inoltre una galassia classificata come regione nucleare a linee di emissione a bassa ionizzazione, abbreviata in LINER, che indica una galassia il cui nucleo presenta uno spettro di emissione caratterizzato da larghe righe di atomi debolmente ionizzati.